# Église Saint-Éloi d'Émerainville
Pour les articles homonymes, voir Église Saint-Éloi.
L'église Saint-Éloi est un édifice religieux catholique à Émerainville (Seine-et-Marne), en France,.

## Histoire
Elle a été édifiée en 1896 avec des dons privés, grâce à Henri Bourdon, maire de la ville.

## Description
Elle possède une statue dédiée à saint Éloi, inscrite à l'inventaire des monuments historiques.